# Qualificazioni al Campionato europeo maschile di pallacanestro 2015 - Gruppo C (secondo turno)

## Classifica
| Team           | Pt | V - P | PF - PS   | DP   |
| -------------- | -- | ----- | --------- | ---- |
| 1. Polonia     | 11 | 5 - 1 | 540 - 436 | +104 |
| 2. Germania    | 10 | 4 - 2 | 535 - 404 | +131 |
| 3. Austria     | 9  | 3 - 3 | 465 - 483 | -18  |
| 4. Lussemburgo | 6  | 0 - 6 | 387 - 604 | -217 |

## Risultati
| Arbitri: | Václav Lukeš Tamás Benczur Mario Majkič |

|               |          |                     |
| Schreiner 16  | Punti    | 19 Schumacher       |
| Klepeisz 5    | Assist   | 4 Birenbaum         |
| Mahalbašić 10 | Rimbalzi | 4 Birenbaum, Arbaut |

| Arbitri: | Robert Vyklický Gentian Cici Igor Mitrovski |

|               |          |                           |
| Waczyński 19  | Punti    | 16 Schaffartzik, Schröder |
| Skibniewski 5 | Assist   | 5 Schröder                |
| Cel 10        | Rimbalzi | 9 Zirbes                  |

| Arbitri: | Milija Vojinovic Matej Boltauzer Tamas Földhazi |

|              |          |                  |
| Murati 27    | Punti    | 20 Kleber        |
| Schreiner 6  | Assist   | 5 Schaffartzik   |
| Mahalbašić 8 | Rimbalzi | 7 Kleber, Zirbes |

| Arbitri: | Joseph Bissang Nick Van den Broeck Sebastien Clivaz |

|                     |          |                       |
| Jones 16            | Punti    | 20 Szewczyk           |
| tre giocatori 1     | Assist   | 3 Szewczyk, Łączyński |
| quattro giocatori 2 | Rimbalzi | 7 Kulig               |

| Arbitri: | Ilija Belošević Johann Jeanneau Paul Walton |

|                         |          |               |
| Mahalbašić 24           | Punti    | 14 Cel        |
| Schreiner, Mahalbašić 4 | Assist   | 6 Skibniewski |
| Mahalbašić 5            | Rimbalzi | 8 Waczyński   |

| Arbitri: | Keith Williams Vladimir Tsekov Nikola Perlic |

|                      |          |                     |
| quattro giocatori 12 | Punti    | 12 Jones            |
| Schaffartzik 6       | Assist   | 4 Schumacher        |
| Theis 12             | Rimbalzi | 4 Jones, Schumacher |

| Arbitri: | Haydn Jones Pedro Coelho Vincent Delestrée |

|               |          |               |
| Schumacher 19 | Punti    | 19 Mahalbašić |
| Delgado 5     | Assist   | 6 Mahalbašić  |
| Jones 6       | Rimbalzi | 12 Mahalbašić |

| Arbitri: | Sreten Radović Petar Obradović Sašo Petek |

|                    |          |               |
| Theis, Schröder 20 | Punti    | 19 Ponitka    |
| Schröder 7         | Assist   | 6 Skibniewski |
| Theis 8            | Rimbalzi | 5 Cel         |

| Arbitri: | Gennadi Ponomarev Marek Kúkelčík Ivan Miličević |

|              |          |               |
| Szewczyk 17  | Punti    | 14 Rodenbourg |
| Łączyński 10 | Assist   | 5 Jones       |
| Kulig 13     | Rimbalzi | 5 Jones       |

| Arbitri: | Emin Moğulkoç Boris Gabara Petar Denkovski |

|                   |          |               |
| Schröder 24       | Punti    | 17 Mahalbašić |
| Schröder 6        | Assist   | 7 Schreiner   |
| Benzing, Kleber 5 | Rimbalzi | 6 Rados       |

| Arbitri: | Igor Dragojević Haris Bijedić Sergii Tyslenko |

|               |          |               |
| Kulig 22      | Punti    | 27 Mahalbašić |
| Skibniewski 5 | Assist   | 6 Schreiner   |
| Kulig 12      | Rimbalzi | 13 Mahalbašić |

| Arbitri: | Johann Jeanneau Simon Unsworth Paulus Van Den Heuvel |

|           |          |             |
| Arbaut 16 | Punti    | 17 Theis    |
| Jones 5   | Assist   | 7 Schröder  |
| Jones 8   | Rimbalzi | 10 Seiferth |